# Notoceras bicorne
Notoceras bicorne  — єдиний вид монотипічного роду Notoceras. Однорічна рослина, довжина 10-25 см, листя 10-50 мм довжиною, 2-10 мм ширини. Період цвітіння — з квітня по червень.

## Таксономія
Вид описаний шотландським ботаніком Вільямом Айтоном у 1812 році.
Синоніми
- Diceratium prostratum Lag.
- Erysimum bicorne Aiton
- Notoceras canariense R.Br.
- Notoceras hispanicum DC.[2]

## Ареал
Notoceras bicorne є широкоросповсюдженним видом на території Сахаро-Сіндської надпровінції. Поширений вид на території: Іспанії, Марокко, Західної Сахари, Мавританії, Алжиру, Тунісу, Лівії, Єгипту, Судану, Саудівської Аравії, Йорданії, Ізраїлю.

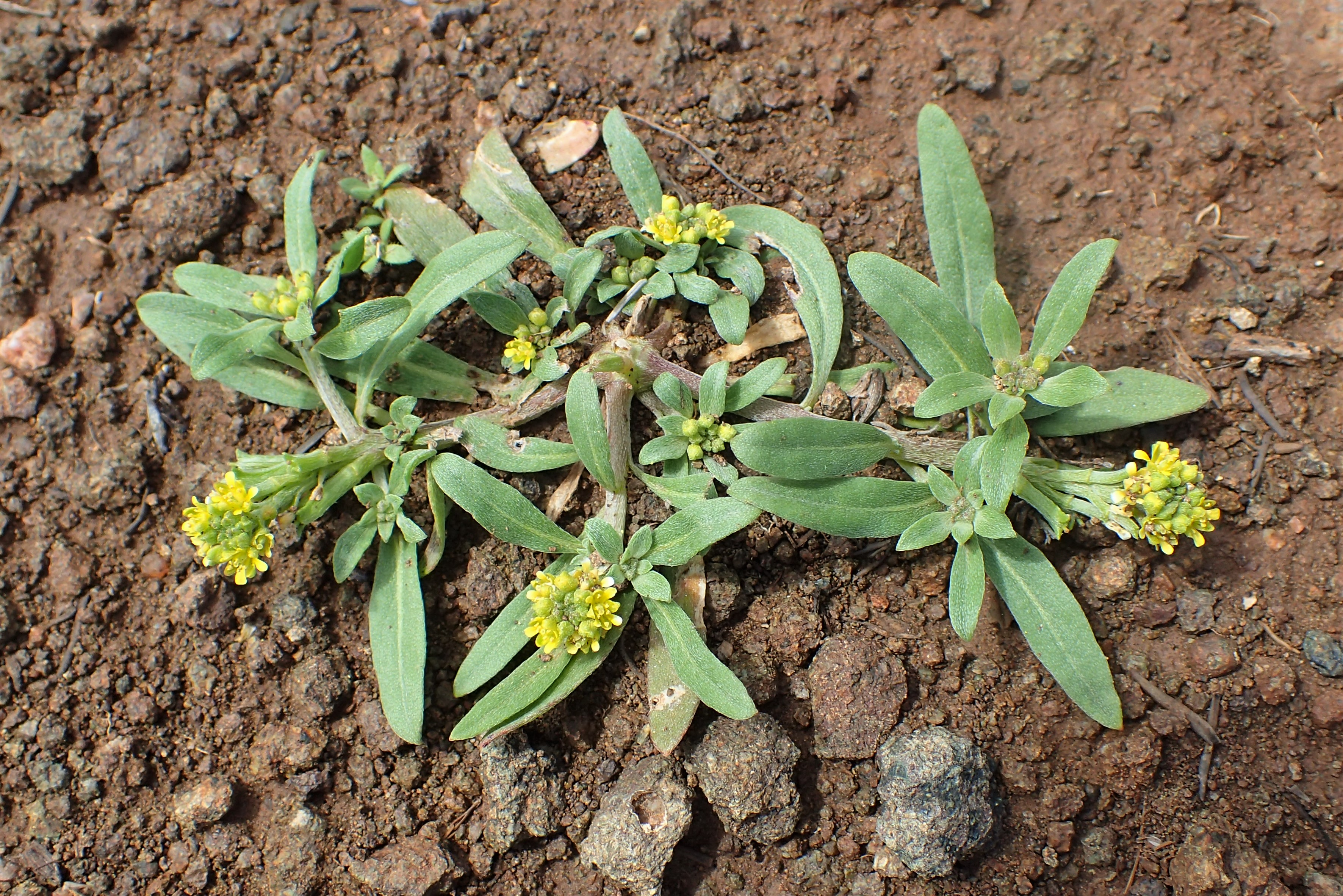
Загальний вигляд рослини, неподалік від Демнату, Марокко
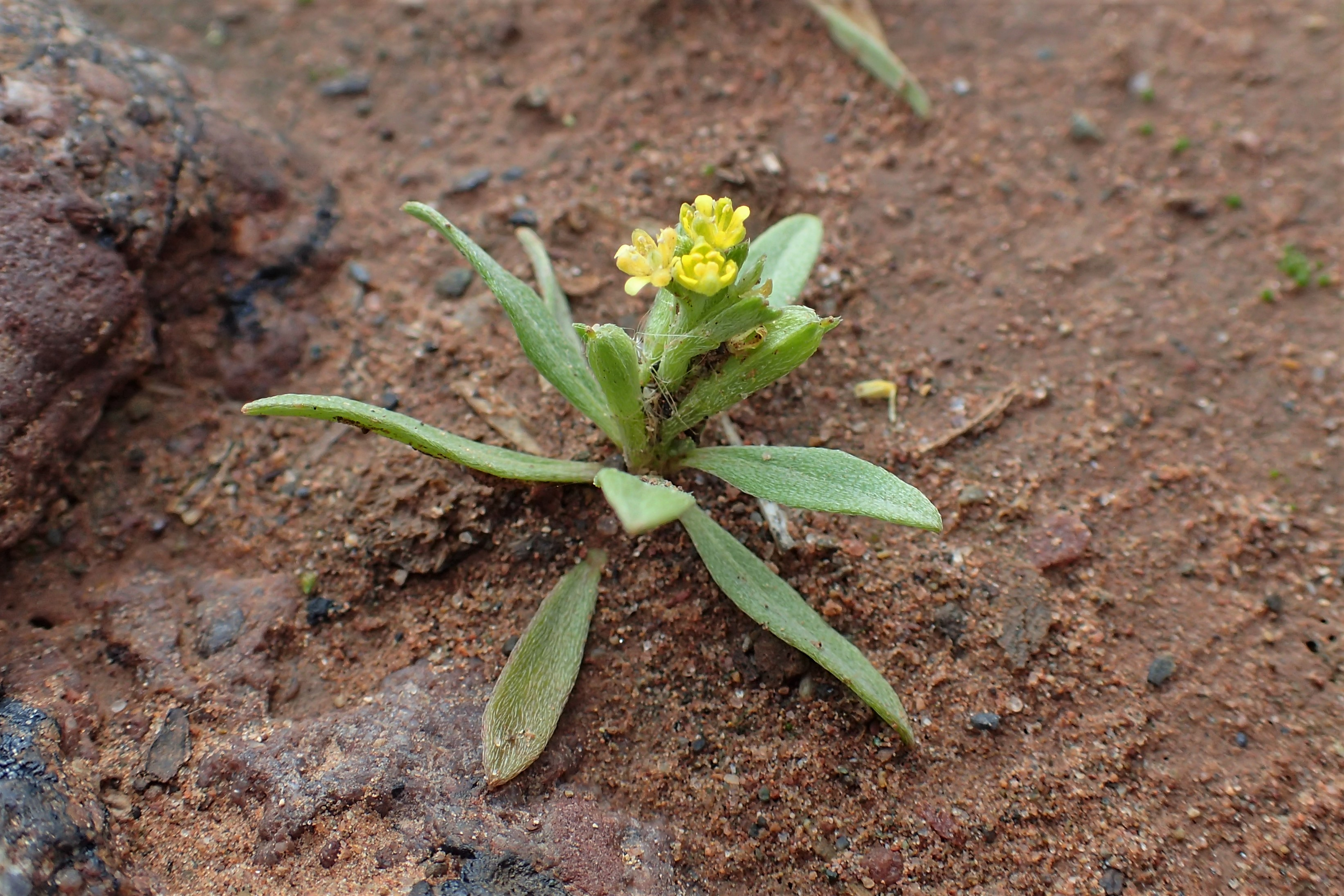